# Jacques Delval
Jacques Henri Félicien Delval (Ukkel, 1 april 1908) was een Belgisch schutter.

## Levensloop
Delbarre nam deel aan de Olympische Zomerspelen van 1948 te Londen in het onderdeel 'kleinkalibergeweer, 50 meter liggend'. Hij behaalde er een 33e plaats in het eindklassement.